# 大善寺 (三原市)
大善寺（だいぜんじ）は、広島県三原市西町二丁目にある浄土宗の寺院。増上山広度院と号する。本尊は阿弥陀如来。

## 歴史
天正8年（1580年）安芸国豊田郡本郷村（現在の三原市本郷町）の小早川隆景の居城新高山城山麓にあった本寺は隆景の三原城築城の際、現在地に移る。
承応元年（1652年）徳川幕府三代将軍徳川家光の落胤とされる月姫が藩主浅野家一門で筆頭家老職の三原浅野家3代浅野忠真の側室となる。寺は月姫の祈願所として徳川幕府より5000石の御化粧料を下賜され、将軍家菩提寺である増上寺の寺号を賜り増上山大善寺とされ、三つ葉葵の使用が許される。現在も境内の随所に葵の門の入った瓦などが残存する。
文政10年（1827年）火災により焼失した現本堂が再建された。

### 月姫（月渓院）にまつわる伝承
徳川家光の落胤とされる月姫が、将軍家との血縁はあるとはいえ外様大名の浅野家のそのまた家老職であった浅野忠真の側室となったのは異例中の異例であった。浅野忠真には既に正室がいたが子供はおらず、世継の三原浅野家4代浅野忠義は月姫の産んだ子である。月姫が浅野忠真の側室になった経緯については、月姫が江戸城内にて遊戯中に三原浅野家から江戸に預けられていた忠真と偶然遭遇し、本来遊んではならない場所で遊んでいた姫を戒めたことにより忠真に一目惚れしたとの言い伝えがある。当然周りは大反対ではあったが、月姫本人の意思が猛烈に固く、幕府も仕方なく下賜という形で月姫を忠真に授けた。これには三原浅野家はもちろんのこと、主家であり、本藩の広島藩も大変扱いに苦慮した記録がある一方、このような幕府からの特別な配慮は他藩には大変羨ましがられ、「五千三万石」と呼ばれ財政的にも潤い、三原の城下は大発展したという。
浅野忠真は元禄7年（1694年）に逝去。月姫は正徳3年（1713年）、74歳にて逝去し、当寺に葬られた（法名月渓院）。　

## 文化財
- 阿弥陀如来立像（伝快慶作・広島県指定重要文化財）
- 月渓院墓所（寺西角に江戸の方向に向かって巨大な宝篋印塔がある）

## 所在地
- 広島県三原市西町二丁目22番1号

## 交通アクセス
- JR西日本山陽新幹線三原駅から車で15分